# قلعة مكونة
قلعة مڭونة  (بالأمازيغية: ⵜⵉⵖⵔⵎⵜ ⵏ ⵉⵎⴳⵓⵏⵏ Tiɣrmt n Imgunn) قرية جبلية مغربية أمازيغية ، وضعت أحجارها الأولى في العقد الثالث من القرن العشرين. تقع جنوبي شرقي البلاد على بعد 90 كلم شرق ورزازات وهي تابعة لإقليم تنغير. تشتهر بزراعة الورود. يمر وادي مغون بالقرب من القرية. عرفت القرية على الصعيد العالمي بالقصبات المنتشرة على ضفتي نهري دادس ومكون ، وبمنتوجها من الورود ذات الجودة العالية والذي يقام على شرفه مهرجان سنوي من أجل تثمينه، وبذلك تعد قلعة مگونة وجهة سياحية عالمية.

## أصل التسمية
تسمية المدينة هي ترجمة لاسمها بالأمازيغية «Tiɣrmt n Imgunn تيغرمت نيمݣون». على عكس ما يدعي الكثير عن تسميت المدينة باسم جبل قريب من المنطقة يدعى جبل إمݣون والذي يبلغ علوه 4071 متر، لكن الأمر ليس كذلك، بحيث أن التسمية تعود إلى القلعة التي كانت بمثابة مركز قرار قبيلة إمݣون (مݣونة)، بالإضافة إلى أن هذه المدينة تقع في منطقة نفوذ قبيلة إمݣون.

## الديموغرافيا
بلغ عدد سكان قلعة مغونة 16.956 نسمة سنة 2014. هذه الساكنة تعيش في غالبيتها من الفلاحة والتجارة وتشتهر المنطقة بإنتاج الورود التي تستعمل في إنتاج مواد التجميل وماء الورد. وإلى جانب الورود ، هنالك منتوجات فلاحية أخرى ذات جودة معترف بها مثل: اللوز، الجوز، التين ومنتوجات أخرى لا تتجاوز كمياتها حدود الاكتفاء الذاتي مثل: الزيتون، العنب، التفاح والمشمش.

## موسم الورود
يتم تنظيم مهرجان الورود في مايو من كل عام. يحتفل هذا المهرجان الذي يستمر ثلاثة أيام بوصول الورود من وديان دادس ومكون. ويشكل ها الحدث فرصة للترحيب بالفرق الموسيقية التي تؤكد هوية المنطقة من خلال النوع الموسيقي ومن خلال الأزياء التقليدية وملحقاتها.
خلال هذا المهرجان، يتضاعف زوار قلعة مغونة سواء المغاربة الذين يعيشون في مدن أخرى بالمملكة أوالسياح الأجانب الذين يأتون لاكتشاف منطقة معروفة بعطورها ومستحضرات التجميل القائمة على ماء الورد وكذلك بترحيب سكانها ودفئهم.

## صور

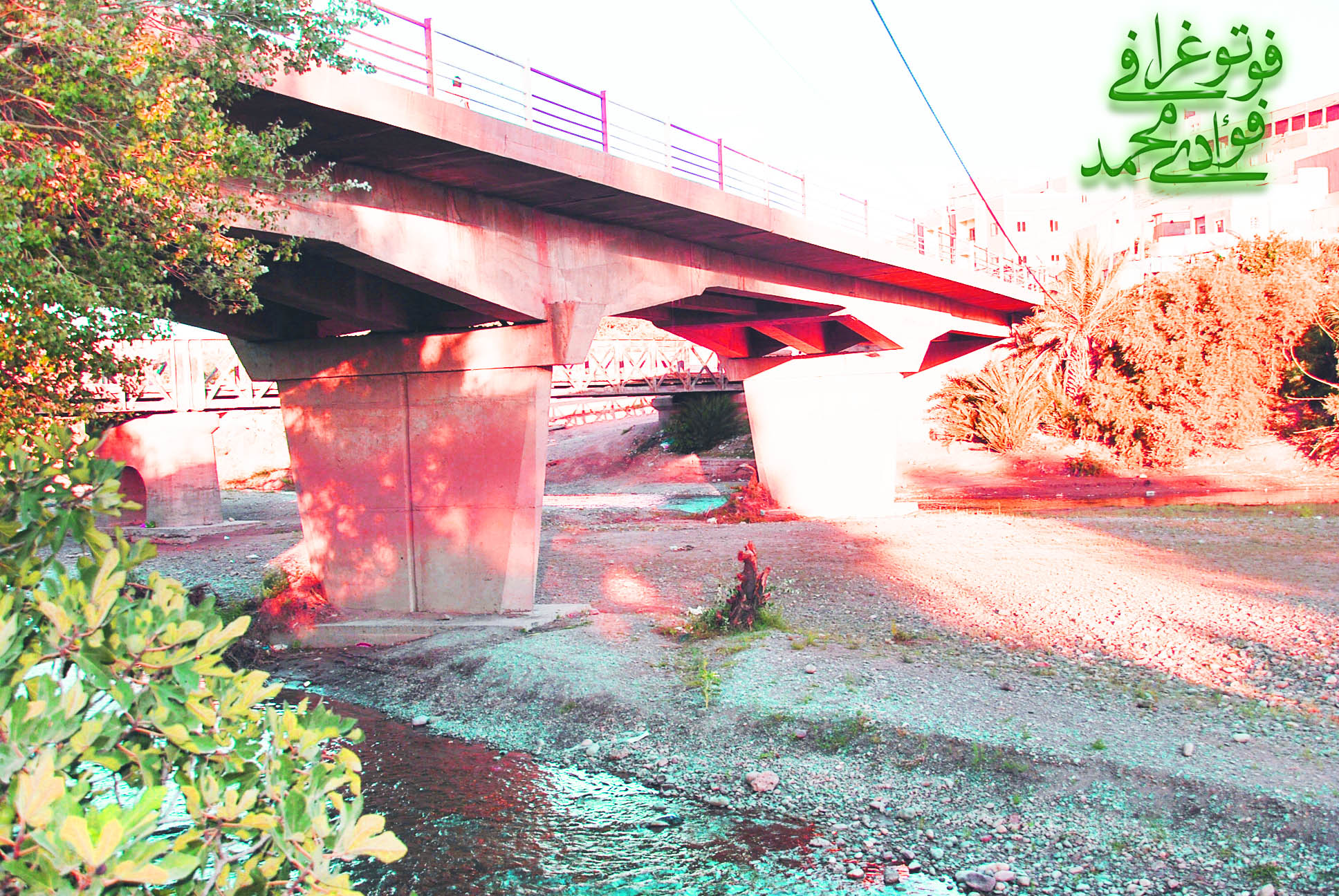
قنطرة على وادي مغون.
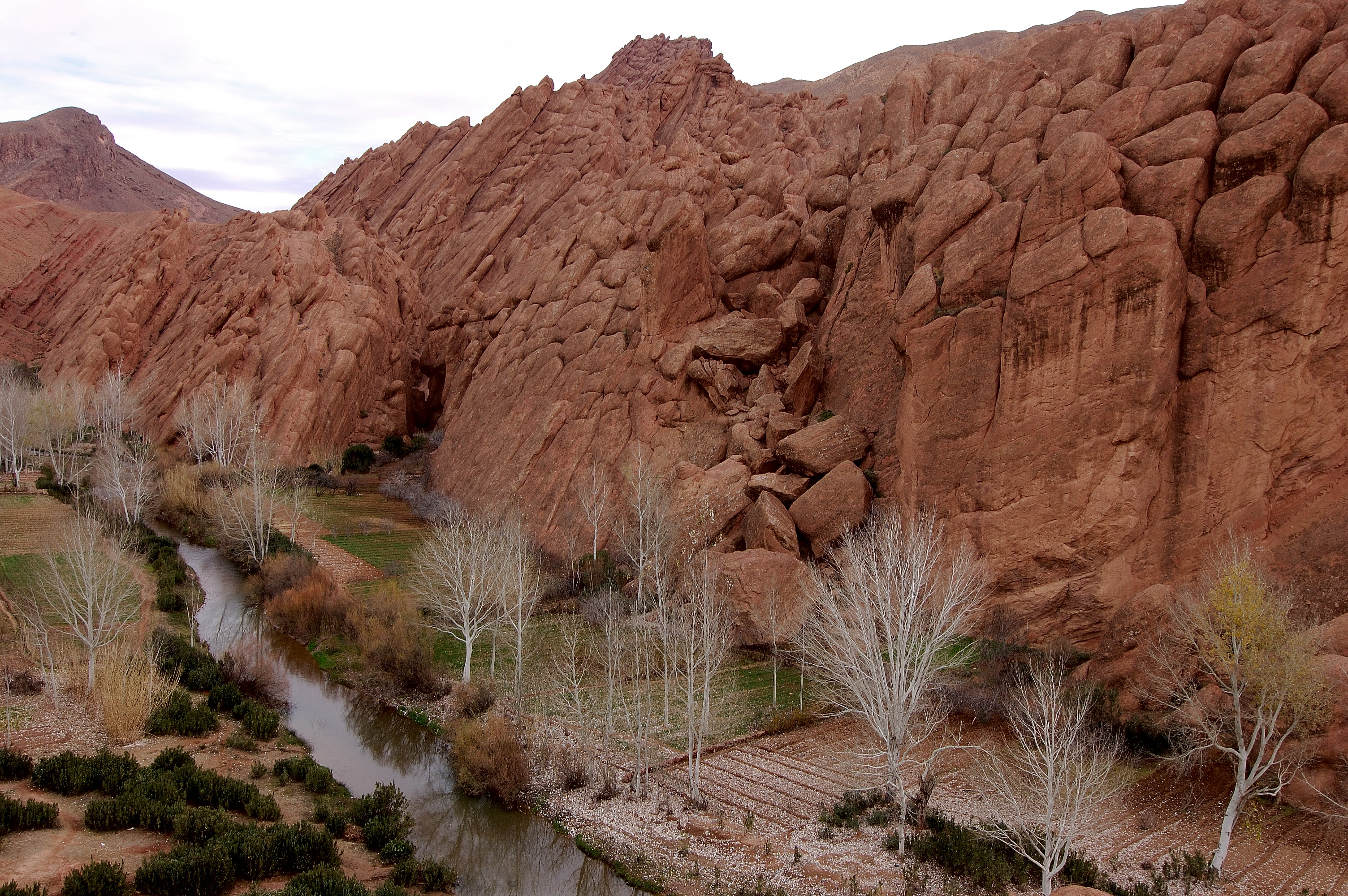
منخفض دادس.
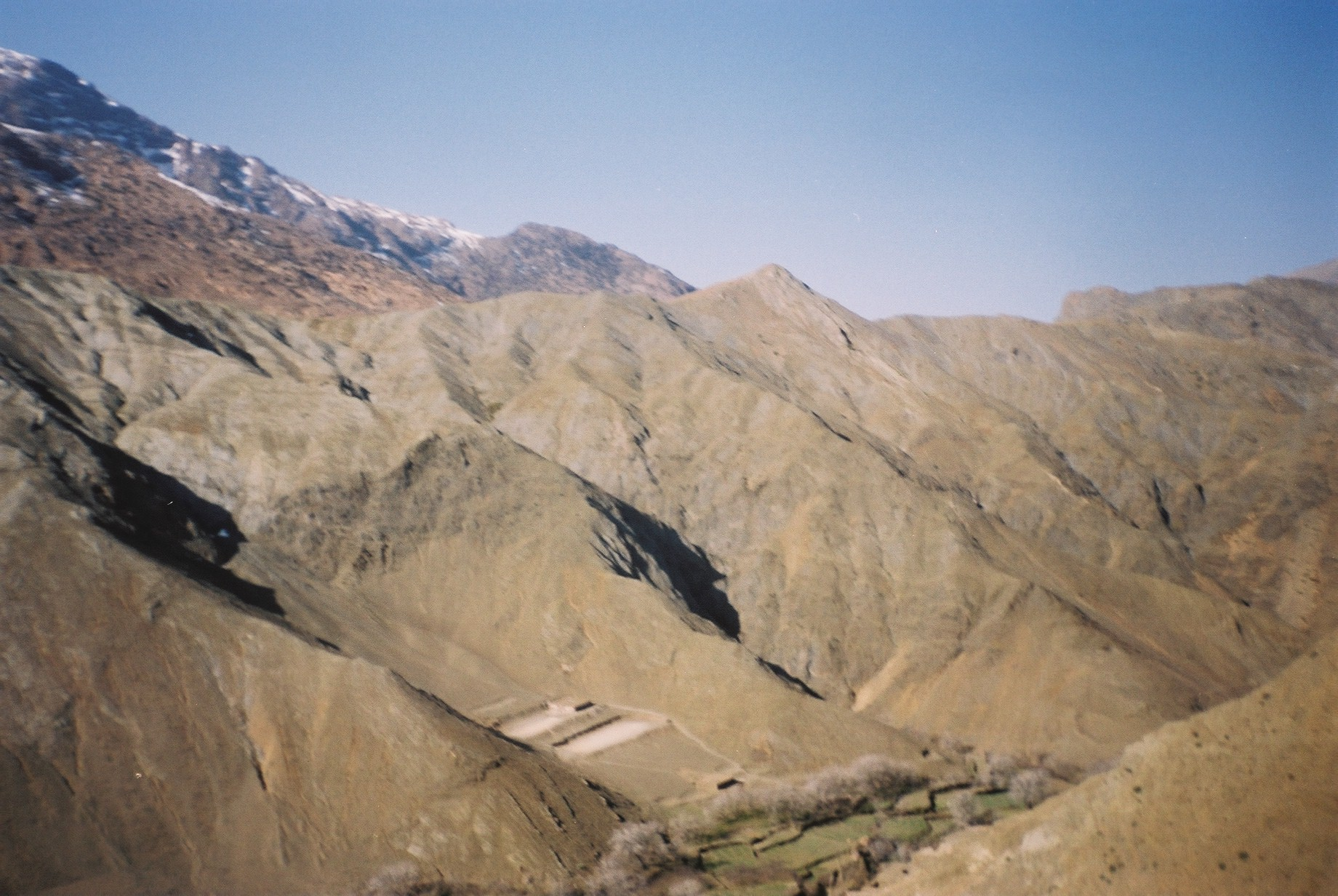
منظر للأطلس الكبير.
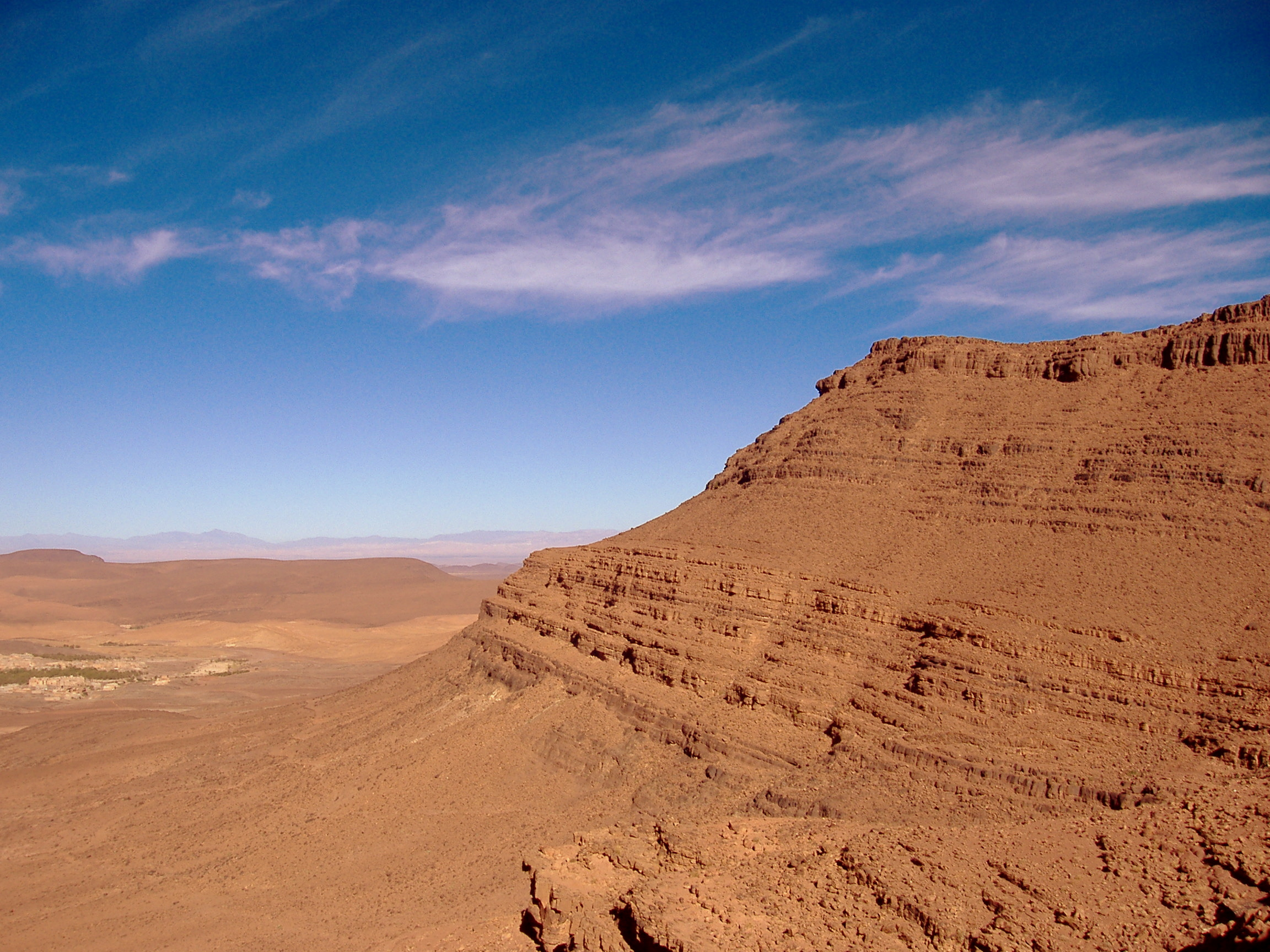
Landschaft zwischen El-Kelâa und Ouarzazate.
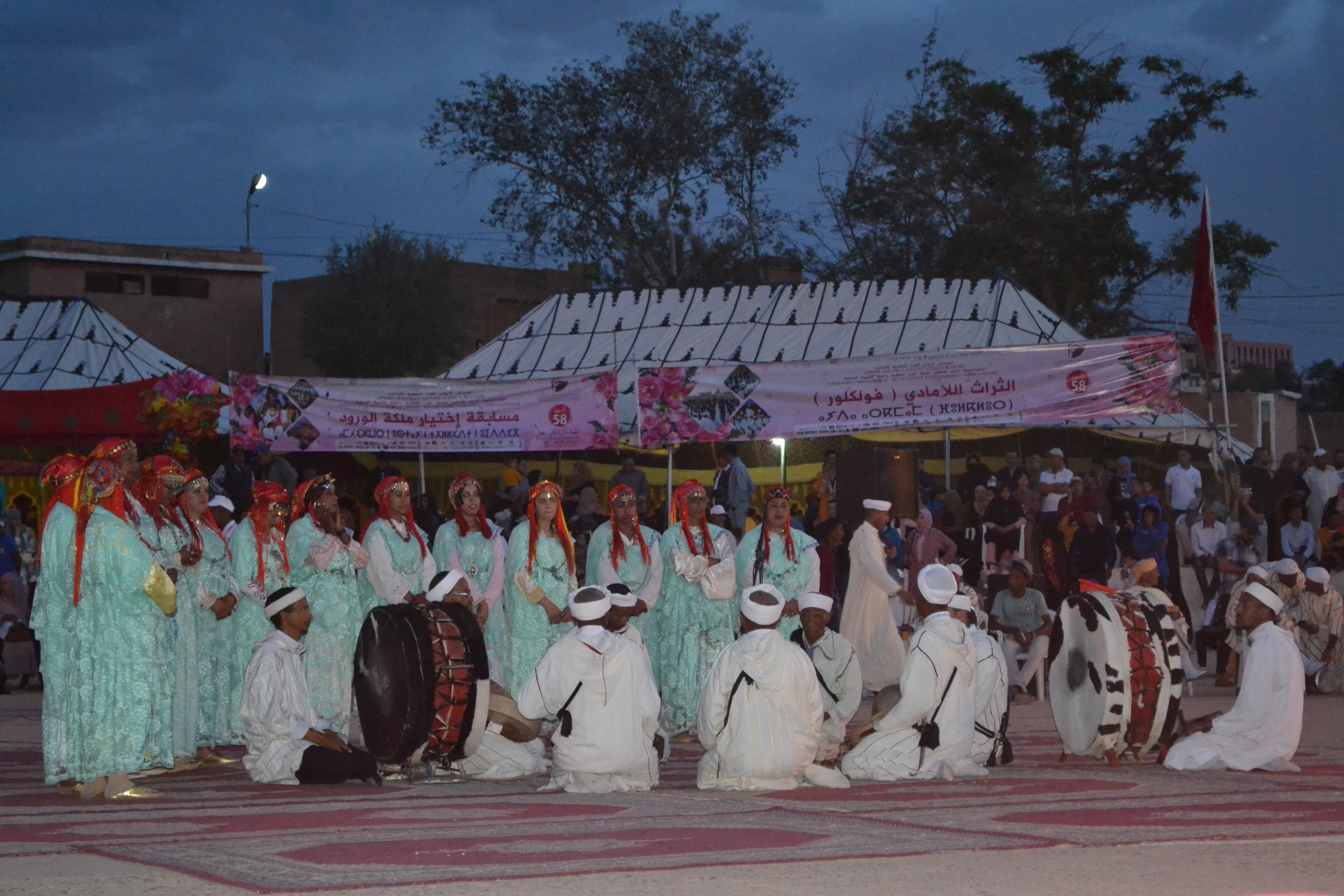
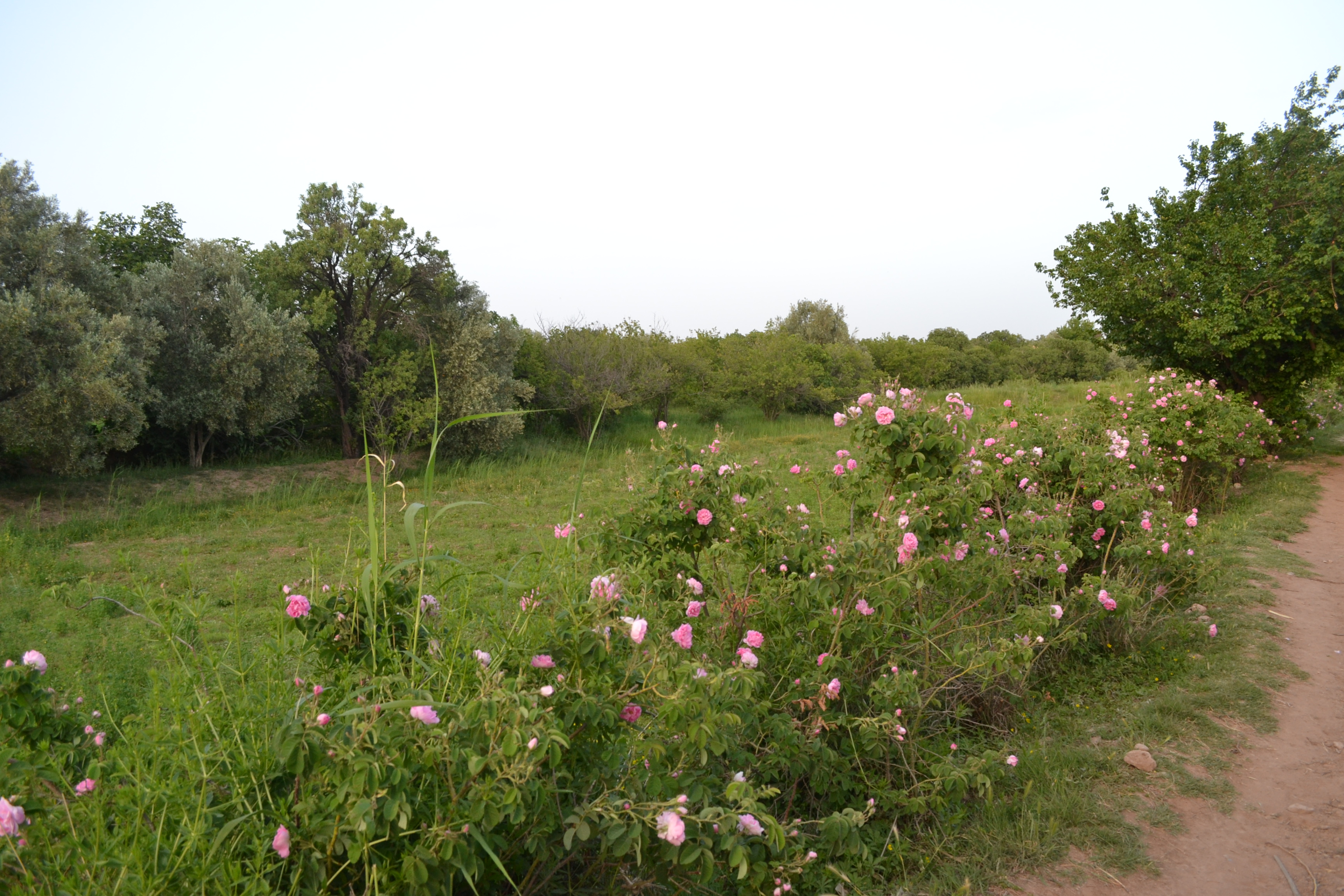

## أعلام
من بين الأعلام التاريخية التي لم تجد حظها في الكتب التاريخية، خاصة في ما يخص بالمقاومة المسلحة، و التي وشمت إسمها في الذاكرة التاريخية لسكانة هذه المنطقة نجد المقاوم:
- «إيشو نوتعطا» المقاوم المݣوني من أب ينتمي لقبيلة إمݣون و أم تنسب إلى قبيلة أيت عطا، ولد  إيشو نوتعطا بدوار «أيت مراو» قبيلة إمݣون فخدة إغيل نومݣون، جماعة إغيل نومݣون حاليا...
- يعتبر إيشو نوتعطا أحد زعماء المقاومة المسلحة الأمازيغية ضد الاستعمار الفرنسي، اشتهر بحرب العصابات، حيث قام بتنظيم هجوم شريس ضد زحف جنود «الݣلاوي» بالمنطقة.
- كانت نهاية «إيشو نوتعطا» باختطافه و سجنه بمدينة مراكش...